# Де Мораис Жуниор, Балтазар Мария
Балтазар Мария де Мораис Жуниор (порт.-браз. Baltazar Maria de Morais Júnior; 17 июня 1959, Гояния) — бразильский футболист, нападающий. Лучший бомбардир чемпионата Испании 1988/1989.

## Карьера
Балтазар начал карьеру в клубе «Атлетико Гояниенсе», куда пришёл в возрасте 11-ти лет. 17 июля 1977 года он забил первый мяч за клуб, поразив ворота «Анаполины». Оттуда в 1979 году он перешёл в «Гремио», заплативший за трансфер нападающего 3 млн крузейро. Там Балтазар дебютировал 16 мая в матче с «Риограндензе», где сразу же забил два гола. В первом же сезоне он забил 29 матчей в 45 встречах. Он выиграл с клубом два чемпионата штата Риу-Гранди-ду-Сул и чемпионат Бразилии. При этом он дважды стал лучшим бомбардиром чемпионата штата. В первом матче финала чемпионата страны в 1981 году Балтазар не забил пенальти, а «Гремио» проиграл 1:2. После игры Балтазар, будучи очень религиозным человеком, сказал знаменитую фразу: «Бог подготовил для меня кое-что получше», и через неделю он в ответной игре забил единственный в матче гол, принёсший его клубу победу в турнире. За это он получил своё прозвище — «Бомбардир Бога». За «Гремио» Балтазар провёл 215 матчей (133 победы, 48 ничьих и 34 поражения) и забил 130 голов. Последний матч за клуб Балтазар сыграл 31 июля 1982 года против «Сан-Жозе» (0:2).
В 1982 году Балтазар перешёл на правах аренды в «Палмейрас». Он дебютировал 25 августа в матче чемпионата штата Сан-Паулу с «Ферровиарией» (2:0), где сразу забил гол. 4 декабря он провёл последний матч за команду, в котором был обыгран «Комерсиал» со счётом 3:0, а два из трёх мячей забил Балтазар. В январе 1983 года он перешёл в состав «Фламенго», как часть сделки по обратному трансферу Титы. За «Менго» форвард первый матч сыграл 23 января с «Сантосом» в рамках чемпионата страны (2:0); во встрече футболист сразу забил гол. С «Рубро-негро» форвард выиграл свой второй чемпионат Бразилии. Последний матч за клуб он Балтазар сыграл 7 сентября того же года в рамках Кубка Гуанабара с «Бангу»; клуб встречу проиграл со счётом 2:6. Всего за «Менго» он провёл 47 матчей и забил 23 гола. Он мог возвратиться в «Гремио», но отказался от этого, обидившись за то, что стал «разменной монетой» в трансфере Титы. В сентябре того же года Балтазар во второй раз оказался в «Палмейрасе», сыграв 25 сентября в матче чемпионата штата с «Коринтиансом» (1:1). 16 июня 1984 года он сыграл последний матч за клуб против «Интернасьонала» (1:2). Всего за клуб он провёл 70 матчей (26 побед, 28 ничьих и 16 поражений) и забил 25 голов. В том же году Балтазар стал игроком «Ботафого». В первом же сезоне он стал лучшим бомбардиром чемпионата штата Рио-де-Жанейро с 12 голами. В августе он провёл последний матч за клуб во время европейского турне команды.
В 1985 году Балтазар перешёл в испанскую «Сельту». 31 августа он дебютировал в составе команды в матче с «Реал-Сосьедадом» (1:1). 8 сентября он забил первый мяч за клуб, поразив ворота «Валенсии». Всего в первом сезоне он забил 12 голов в 36 матчах, а клуб занял последнее место в чемпионате и вылетел в Сегунду. Игрока обвинили в неудачах, даже на некоторое время дисквалифицировали из команды и гол задерживали заработную плату. 
Меня унижали и пытали без конца. Нам приходилось тренироваться на грязном поле, полном камней, потому что «Сельта» не могла тренироваться на поле, где мы играли. Глядя на это грязное поле, я вспоминал зелёные поля в Бразилии и спрашивал себя: что я здесь делаю? Тоска по дому была очень сильной, и мы почти возвратились домой. Однажды мы молились, и Мирна сказала мне в слезах: Бог не хочет, чтобы мы так грустно жили, Он в силах изменить всё это! На той же неделе «Сельта» выплатила зарплату и продлила мой контракт еще на год.
Бразилец остался в клубе во втором дивизионе и забил 37 голов в 46 матчах в сезоне, из них 34 в чемпионате, что позволило ему стать лучшим бомбардиром первенства, а его клубу выйти в высший дивизион. В следующем сезоне он забил 13 голов в 18 матчах, включая два хет-трика в матчах Кубка Испании, один из которых в добавленое время матча с «Химнастиком», когда Балтазар отличался с 109 по 119 минуты. В 1988 году он перешёл в другую испанскую команду — «Атлетико Мадрид». 3 сентября он дебютировал в матче «Логроньесом» (0:1). 25 сентября он забил первый мяч за клуб, поразив ворота «Овьедо». 16 октября Балтазар забил 4 гола в одной встрече с «Эспаньолом», а помимо этого сделал 4 хет-трика. А всего в сезоне он забил 42 гола в 46 матчах, и при этом став лучшим бомбардиром чемпионата с 35 забитыми голами. Всего за клуб он выступал два сезона, проведя 93 матча и забив 61 гол.
В 1990 году он перешёл в клуб «Порту», где дебютировал 11 ноября в матче с «Тиренси» (2:1). 9 декабря он забил первый мяч за клуб, поразив ворота «Маритиму». Всего за сезон он провёл 23 матча и забил 3 гола. В следующем сезоне он перешёл во французский «Ренн», став первым бразильцем в истории клуба. 27 июля он дебютировал в клубе в матче с «Нантом» (0:1), 31 июля он забил первый мяч за клуб, поразив ворота «Монако». Всего за клуб он забил 6 голов в 34 матчах, став лучшим бомбардиром «Ренна» в сезона. В 1993 году он возвратился в Бразилию, в клуб «Гояс» и в первом же сезоне стал лучшим бомбардиром команды с 19 голами. А через год он стал лучшим бомбардиром первенства с 25 голами и помог команде выиграть чемпионат штата Гоия. В 1995 году он уехал в Японию, став игроком клуба «Киото Пёрпл Санга». В первом сезоне он забил 28 голов, став вторым бомбардиром Японской футбольной лиги, чем помог команде выйти в Джей-Лигу. В этом турнире он сыграл 3 матча и завершил карьеру.
После завершения карьеры Балтазар занялся бизнесом в сфере азартных игр, а также стал футбольным агентом. Он также работал теле- и радиокомменатором в Гоясе. Помимо бизнеса, Балтазар стал пастором.

## Инцидент с Хосе Гальярдо
В 1986 году Балтазар, во время матча его клуба с «Малагой», столкнулся с вратарём соперников Хосе Антонио Гальярдо. В результате Марин впал в кому и скончался спустя 18 дней, так и не придя в сознание. Сам бразилец, также будучи травмированным, дважды навещал его в больнице.

## Международная карьера
Балтазар начал свою международную карьеру с матчей за молодёжную сборную Бразилии. Он участвовал в её составе в чемпионате Южной Америки в 1977 году в Венесуэле, на котором бразильцы завоевали серебряные медали. Это же первенство одновременно являлось квалификацией на Молодёжный чемпионат мира. На турнир в составе команды поехал и Балтазар. Сборная Бразилии завоевала на турнире бронзовые медали. В 1980 году он снова с молодёжной командой поехал на турнир в Тулоне, где бразильцы завоевали первое место.
2 апреля 1980 года Балтазар вышел в стартовом составе молодёжной сборной против национальной сборной страны. После перерыва он был заменён и вышел в составе уже национальной сборной и даже забил гол в ворота команды, за которую он играл несколько минут назад. 27 августа он дебютировал уже в официальной встрече, в ней бразильцам противостоял Уругвай (1:0). 8 июля 1981 года он забил первый гол в официальной встрече за бразильцев, ставший единственный во встрече со сборной Испании. В 1982 году он был кандидатом на поездку на чемпионат мира, но был вычеркнут из списка из-за неудачного периода выступлений за «Палмейрас». Лишь в 1989 году он возвратился в стан национальной сборной, поехав с ней на Кубок Америки. И в первом же матче после возвращения он забил, поразив ворота Венесуэлы. На турнире он провёл еще три матча, став победителем соревнования. Последний матч за сборную Балтазар провёл на этом же турнире против Колумбии 7 июля.

## Статистика выступлений

### Клубная
| 1977      | Атлетико Гоияниенсе | —          | —  | —  | — | — | — | — | ЛГо | ?  | 1  |
| 1978      | Атлетико Гоияниенсе | —          | —  | —  | — | — | — | — | ЛГо | ?  | 31 |
| 1979      | Гремио              | Серия А    | 16 | 10 | — | — | — | — | ЛГа | 29 | 19 |
| 1980      | Гремио              | Серия А    | 18 | 14 | — | — | — | — | ЛГа | 40 | 28 |
| 1981      | Гремио              | Серия А    | 21 | 10 | — | — | — | — | ЛГа | 33 | 20 |
| 1982      | Гремио              | Серия А    | 23 | 12 | — | — | — | — | ЛГа | 1  | 0  |
| 1982      | Палмейрас           | Серия А    | 0  | 0  | — | — | — | — | ЛПа | 28 | 14 |
| 1983      | Фламенго            | Серия А    | 26 | 13 | — | — | 8 | 5 | ЛКа | 6  | 2  |
| 1983      | Палмейрас           | Серия А    | 0  | 0  | — | — | — | — | ЛПа | 17 | 6  |
| 1984      | Палмейрас           | Серия А    | 11 | 2  | — | — | — | — | ЛПа | 0  | 0  |
| 1984      | Ботафого            | Серия А    | 0  | 0  | — | — | — | — | ЛКа | 22 | 12 |
| 1985      | Ботафого            | Серия А    | 18 | 1  | — | — | — | — | ЛКа | 0  | 0  |
| 1985/1986 | Сельта              | Примера    | 32 | 6  | 8 | 5 | — | — | КИЛ | 2  | 1  |
| 1986/1987 | Сельта              | Сегунда    | 44 | 34 | 3 | 3 | — | — | —   | —  | —  |
| 1987/1988 | Сельта              | Примера    | 16 | 7  | 5 | 6 | — | — | —   | —  | —  |
| 1988/1989 | Атлетико Мадрид     | Примера    | 36 | 35 | 8 | 6 | 2 | 1 | —   | —  | —  |
| 1989/1990 | Атлетико Мадрид     | Примера    | 38 | 18 | 2 | 0 | 2 | 1 | —   | —  | —  |
| 1990/1991 | Атлетико Мадрид     | Примера    | 3  | 0  | 0 | 0 | 2 | 0 | —   | —  | —  |
| 1990/1991 | Порту               | Примейра   | 19 | 2  | 4 | 1 | 0 | 0 | —   | —  | —  |
| 1991/1992 | Ренн                | Дивизион 1 | 32 | 6  | 2 | 0 | — | — | —   | —  | —  |
| 1993      | Гояс                | Серия А    | 0  | 0  | — | — | — | — | ЛГо | ?  | 19 |
| 1994      | Гояс                | Серия В    | 18 | 11 | — | — | — | — | ЛГо | ?  | 25 |
| 1995      | Киото Пёрпл Санга   | ЯФЛ        | 27 | 28 | 0 | 0 | — | — | —   | —  | —  |
| 1996      | Киото Пёрпл Санга   | Джей-Лига  | 3  | 0  | 0 | 0 | — | — | —   | —  | —  |

### Международная
| Матчи Балтазара за сборную Бразилии | Матчи Балтазара за сборную Бразилии | Матчи Балтазара за сборную Бразилии | Матчи Балтазара за сборную Бразилии | Матчи Балтазара за сборную Бразилии | Матчи Балтазара за сборную Бразилии | Матчи Балтазара за сборную Бразилии |
| ----------------------------------- | ----------------------------------- | ----------------------------------- | ----------------------------------- | ----------------------------------- | ----------------------------------- | ----------------------------------- |
| №                                   | Дата                                | Место проведения                    | Оппонент                            | Счёт                                | Голы                                | Турнир                              |
| 1                                   | 2 апреля 1980                       | Рио-де-Жанейро                      | Бразилия (до 20)                    | 7:1                                 | 1                                   | Товарищеский матч                   |
| 2                                   | 27 августа 1980                     | Форталеза                           | Уругвай                             | 1:0                                 | —                                   | Товарищеский матч                   |
| 3                                   | 8 июля 1981                         | Салвадор                            | Испания                             | 1:0                                 | 1                                   | Товарищеский матч                   |
| 4                                   | 26 августа 1981                     | Сантьяго                            | Чили                                | 0:0                                 | —                                   | Товарищеский матч                   |
| 5                                   | 1 июля 1989                         | Салвадор                            | Венесуэла                           | 3:1                                 | 1                                   | Кубок Америки                       |
| 6                                   | 3 июля 1989                         | Салвадор                            | Перу                                | 0:0                                 | —                                   | Кубок Америки                       |
| 7                                   | 7 июля 1989                         | Салвадор                            | Колумбия                            | 0:0                                 | —                                   | Кубок Америки                       |

## Достижения

### Командные
- Чемпион штата Риу-Гранди-ду-Сул: 1979, 1980
- Победитель турнир в Тулоне: 1980
- Чемпион Бразилии: 1981, 1983
- Чемпион Кубка Америка: 1989
- Обладатель Кубка Португалии: 1991
- Чемпион штата Гоия: 1994

### Личные
- Лучший бомбардир чемпионата штата Гоия: 1978 (31 гол), 1994 (25 голов)
- Лучший бомбардир чемпионата штата Риу-Гранди-ду-Сул: 1980 (28 голов), 1981 (20 голов)
- Обладатель «Серебряного мяча» Бразилии: 1980
- Лучший бомбардир чемпионата штата Рио-де-Жанейро: 1984 (12 голов)
- Лучший бомбардир Второго дивизиона чемпионата Испании: 1986/1987 (34 гола)
- Лучший бомбардир чемпионата Испании: 1988/1989 (35 голов)

## Личная жизнь
Балтазар известен своей религиозностью, ещё в детстве обратившись к Богу: «Однажды я вошел в свою комнату, я встал на колени перед образом Христа и с большой верой попросил, чтобы Он помог мне отвлечь мой разум от флирта и вечеринок. Я чувствовал, что в моем сердце огромная пустота, и только Бог может ее заполнить». Позже он стал первым членом движения «Спортсмены Христа», чтобы затем стать президентом этого движения. Он всю карьеру пользовался своей известностью, чтобы проповедовать Христианство, участвовал в религиозных программах на телевидении. Он в 1979 году говорил: «Когда я не забиваю голы, это потому, что Бог этого не хочет. Когда я забиваю, это происходит потому, что это было в Его планах. И послушайте, я был лучшим бомбардиром чемпионата Гоия. Все началось, когда я открыл для себя Бога [...] Я стал основным игроком, моя зарплата увеличилась, я стал лучшим бомбардиром, «Гремио» хотел меня. Вау, этим все сказано!». 
Балтазар известен своей благотварительностью, так в 1978 году Федерация футбола штата Гоия наградила нападающего 5 тысячами крузейро за 31 звание лучшего бомбардира. И тот пожертовал эти деньги Движению за выздоровление наркозависимых в Гоясе.
Балтазар женат, супруга — Мирна, у них двое детей Матеус и Мишель. Матеус стал инженером-механиком, а Мишель — архитектором. Однажды команда Балтазара отправлялась на пароходе в Рио-де-Жанейро на матч с «Фламенго», но нападающий отказался сесть на борт из-за того, что забыл дома Библию. И только после того, как ему дали чужую Библию, он всё-таки неходя отправился на матч. Первый тайм выдался неудачно, но во втором Балтазар перевернул игру и забил победный мяч. После матча он взял свою сумку и там обнаружил ту Библию, что он забыл дома. Оказалось, что его супруга, узнав от мужа по телефону, что тот забыл свою книгу, села на самолёт, а затем на такси и приехала в Рио. Она прибыла на стадион и к концу первого тайма положила Библию ему в сумку.
В 2010 году Балтазар был увековечен в Зале Славы клуба «Гремио».